# Giải bóng đá vô địch quốc gia Turkmenistan 1992
Giải bóng đá vô địch quốc gia Turkmenistan 1992 hay Ýokary Liga 1992 là mùa giải đầu tiên của giải bóng đá chuyên nghiệp Turkmenistan. Giải khởi tranh ngày 25 tháng 4 năm 1992, và kết thúc ngày 23 tháng 11 năm 1992.
Mùa giải Giải bóng đá vô địch quốc gia Turkmenistan 1992 bao gồm các đội bóng sau:
| - Ahal Akdaşaýak - Arkaç Gyzylarbat - Arlan Nebitdag - Bereket Tejen - Hazar Krasnowodsk |  | - Jeýhun Seýdi - Kolhozçy Türkmengala - Köpetdag Aşgabat - Lebap Çärjew - Merw Mary |  | - Nebitçi Nebitdag - Sport Büzmeýin - TSHT Aşgabat - Zarýa-MALS Daşhowuz - Umyt Baýramaly |

## Kết quả
| Vị thứ | Đội bóng             | St | T  | H | B  | BT  | BB  | HS   | Đ  | Ghi chú    |
| ------ | -------------------- | -- | -- | - | -- | --- | --- | ---- | -- | ---------- |
| 1      | Köpetdag Aşgabat     | 28 | 27 | 0 | 1  | 151 | 8   | +143 | 54 | Vô địch    |
| 2      | Nebitçi Nebitdag     | 28 | 22 | 3 | 3  | 96  | 12  | +84  | 47 |            |
| 3      | Ahal Akdaşaýak       | 28 | 22 | 2 | 4  | 103 | 16  | +87  | 46 | Bỏ giải[A] |
| 4      | Merw Mary            | 28 | 18 | 5 | 5  | 67  | 18  | +49  | 41 |            |
| 5      | Sport Büzmeýin       | 28 | 16 | 5 | 7  | 63  | 55  | +8   | 37 |            |
| 6      | Hazar Krasnowodsk    | 28 | 15 | 5 | 8  | 35  | 31  | +4   | 35 |            |
| 7      | Arlan Nebitdag       | 28 | 13 | 8 | 7  | 37  | 35  | +2   | 34 |            |
| 8      | TSHT Aşgabat         | 28 | 16 | 1 | 11 | 69  | 37  | +32  | 33 |            |
| 9      | Lebap Çärjew         | 28 | 9  | 5 | 14 | 30  | 38  | -8   | 23 |            |
| 10     | Kolhozçy Türkmengala | 28 | 8  | 3 | 17 | 30  | 62  | -32  | 19 |            |
| 11     | Zarýa-MALS Daşoguz   | 28 | 6  | 2 | 20 | 20  | 70  | −50  | 14 |            |
| 12     | Bereket Tejen        | 28 | 5  | 3 | 20 | 22  | 85  | −63  | 13 | Xuống hạng |
| 13     | Jeýhun Seýdi         | 28 | 5  | 1 | 22 | 20  | 122 | −102 | 11 | Xuống hạng |
| 14     | Arkaç Gyzylarbat     | 28 | 5  | 0 | 23 | 14  | 123 | -109 | 10 | Xuống hạng |
| 15     | Umyt Baýramaly       | 28 | 1  | 1 | 26 | 15  | 64  | −49  | 3  | Xuống hạng |

St = Số trận; T = Thắng; H = Hòa; B = Thua; BT = Bàn thắng; BB = Bàn thua; HS = Hiệu số bàn thắng; Đ = Điểm. Nguồn: RSSSF
- A. ^  Ahal Akdaşaýak rút khỏi Giải bóng đá vô địch quốc gia Turkmenistan 1993
- Bảng theo hệ thống 2 điểm.